# Erp (Ariège)
 Erp  es una población y comuna francesa, en la región de Mediodía-Pirineos, departamento de Ariège, en el distrito de Saint-Girons y en el cantón del mismo nombre.

## Demografía
| 147 | 109 | 114 | 105 | 88 | 102 |
| Para los censos de 1962 a 1999 la población legal corresponde a la población sin duplicidades (Fuente: INSEE [Consultar]) |     |     |     |    |     |